# 프로빈시아 우트라마리누

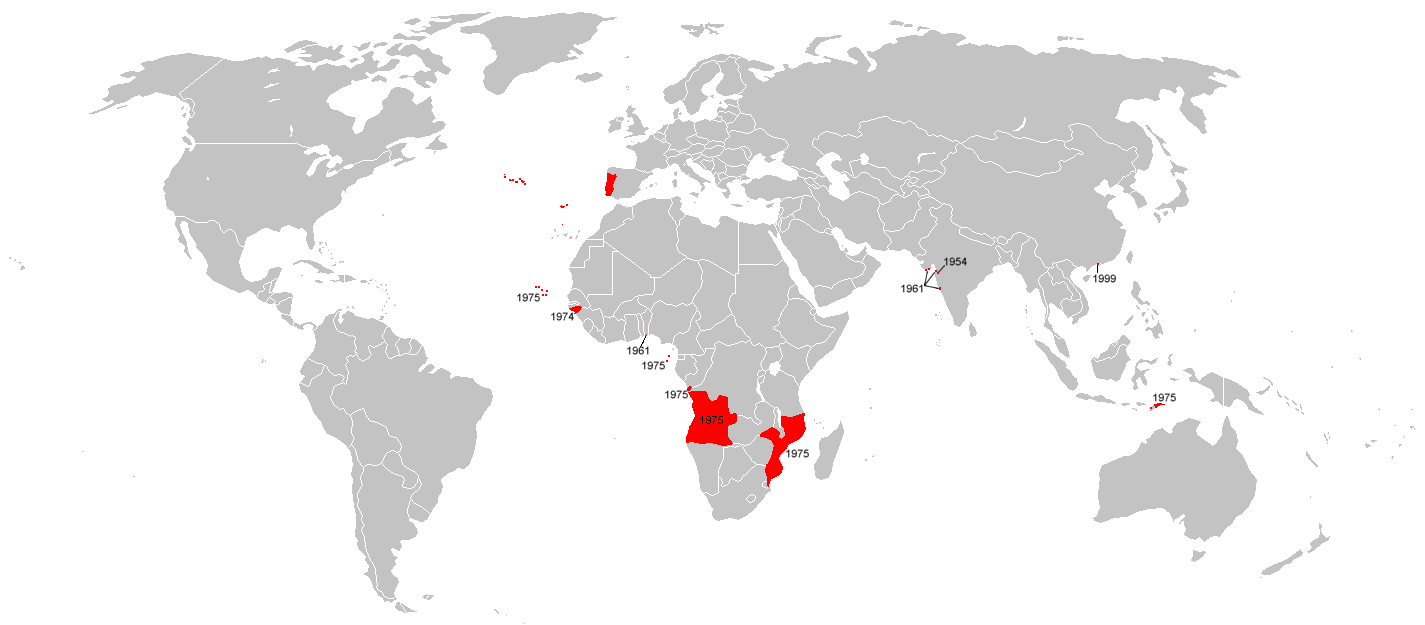
포르투갈 공화국이 보유한 20세기 중반 식민지. 붉은색이 포르투갈 본국과 식민지이며, 붉은색으로 표기된 연도는 포르투갈이 해당 식민지를 잃어버린 연도이다.

프로빈시아 우트라마리누(포르투갈어: Província ultramarina) 또는 포르투갈의 해외주는 포르투갈의 식민지에 배정되었던 행정 구역이다. 이 지위는 1946년부터 1976년까지 다원적 대륙주의의 개념 아래 사용되었다. 1951년 포르투갈령 인도가 포르투갈 식민지 중 처음으로 이 지위를 부여받은 뒤 상 주앙 바프티스타 드 아주다 요새를 제외한 포르투갈 식민지 전체로 지위가 확장되었다.
프로빈시아 우트라마리누에서 가장 먼저 포르투갈의 지배를 벗어난 지역은 지위를 부여받은지 3년 만에 반란이 일어나 1954년 8월 11일 독립한 포르투갈령 인도의 다드라 나가르하벨리였다. 다드라 나가르하벨리를 제외한 나머지 포르투갈령 인도가 1961년 인도에 병합되었다. 동시에 1961년 포르투갈의 아프리카 식민지 지역에서 독립 전쟁이 발발했고, 에스타도 노부 정권이 1974년 카네이션 혁명을 통해 타도되면서 포르투갈의 남아있던 해외 식민지 대부분이 독립했다.
포르투갈에 마지막까지 남아있었던 프로빈시아 우트라마리누는 마카오와 티모르였다. 마카오의 경우 중국-포르투갈 우호통상조약 100주년을 기념한 1987년 중화인민공화국-포르투갈 공동선언을 통해 포르투갈 정부가 중화인민공화국에 반환을 약속했고, 티모르의 경우 카네이션 혁명 이후 티모르섬 내부의 혼란을 틈타 1976년 인도네시아가 병합하였으나 포르투갈 정부와 유엔이 이를 인정하지 않아서 명목상 포르투갈 영토로 남게 되었다. 1999년 10월 25일 유엔 안보리 결의안 1272호가 통과되어 티모르에 대한 행정권이 포르투갈에서 유엔 동티모르 임시행정부로 이양되고, 두 달 뒤인 1999년 12월 20일 포르투갈이 중화인민공화국에 마카오를 반환하면서 프로빈시아 우트라마리누도 해체되었다.

## 역사

### 용어 설정

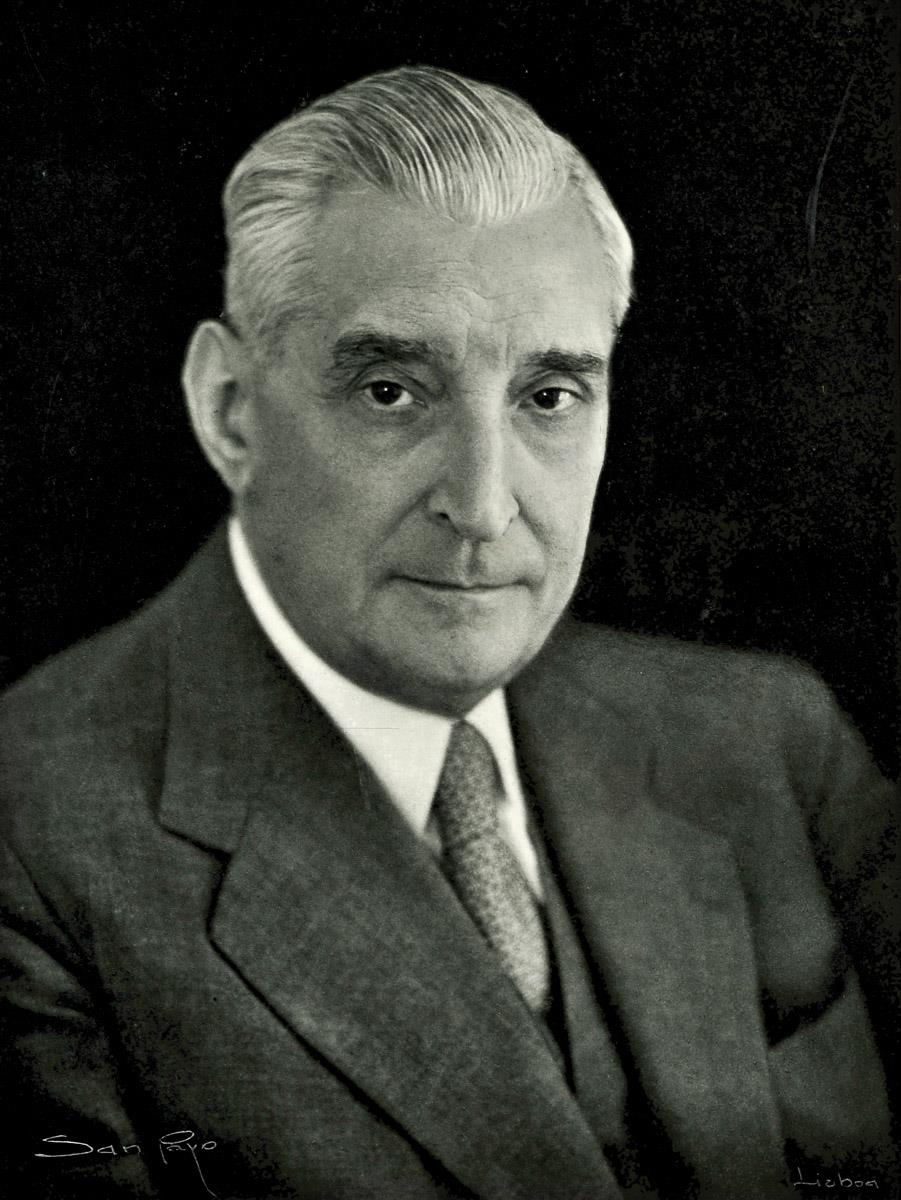
다원적 대륙주의를 국가 이념으로 삼은 안토니우 살라자르.

"프로빈시아 우트라마리누"라는 표현이 처음 등장한 것은 19세기부터이다. 1933년 수립된 이스타두 노부(포르투갈 제2공화국)의 파시스트 독재 정권 시절, 에스타도 노부의 지도자였던 안토니우 드 올리베이라 살라자르는 포르투갈을 식민제국이 아닌 다원적 대륙주의의 이념에 부합한다고 보았다.
포르투갈령 인도는 1946년 12월 18일부터 "프로빈시아 우트라마리누"라는 이름으로 공식적으로 지정된 첫 번째 지역이었고, 아프리카, 아시아, 오세아니아에 위치한 다른 포르투갈의 식민지들은 1951년 6월 11일 프로빈시아 우트라마리누가 되었다. 하지만 프랑스령 다호메이에 둘러싸인 상 주앙 바프티스타 드 아주다 요새는 프로빈시아 우트라마리누의 지위를 받지 못했다.
이 변화는 안토니우 데 올리베이라 살라자르 장관이 발의하고 의회가 수용한 헌법 개정안의 영향을 받은 것이었다. 포르투갈은 식민지법을 개정하여 포르투갈을 하나의 불가분의 "다원적 대륙주의 국가"로 규정하고, "포르투갈 식민제국"이라는 용어를 포기했다. 이러한 행동들은 포르투갈이 유엔 헌장에 의해 요구된 사람들의 자기 결정권을 존중하지 않으면서도 식민주의에 대한 유엔의 비판을 회피하는 역할을 한다. 포르투갈 헌법이 바뀜과 동시에 포르투갈의 식민청은 해외청으로 바뀌었다.

### 식민지의 손실

#### 인도

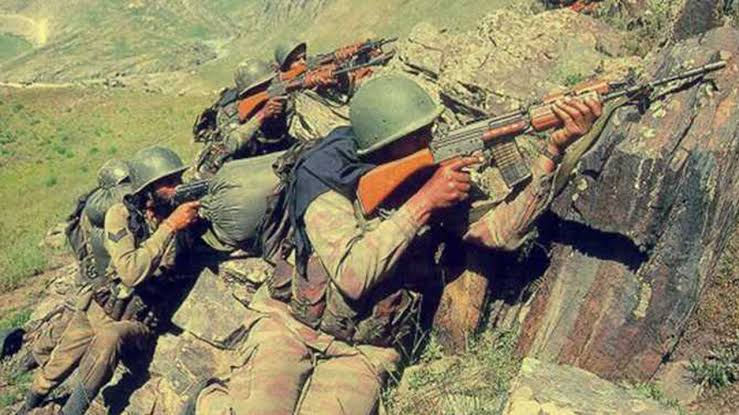
비제이 작전 중인 인도군 병사들.

1954년 7월 22일, 포르투갈령 인도의 영토 중 하나였던 다드라 나가르하벨리에서 공산주의 세력과 민족주의 세력의 반란이 일어났다. 이 반란은 1954년 8월 11일, 울라드에서 포르투갈 군대가 항복하면서 끝이 나게 되었고, 다드라 나가르하벨리에는 자유 다드라 나가르하벨리라는 정부가 수립되어 1954년부터 1961년까지 지역을 통치했다. 한편 자와할랄 네루는 인도의 고아에서도 민중 운동이 일어나고 이에 따른 국제 사회의 포르투갈 정부 압박을 통해 고아를 수복하고자 했으나 이에 실패하자 1961년 12월 17일 비제이 작전을 개시해 고아를 병합했다. 병합 직후 고아는 인도군의 직접 통치를 받았으나, 1962년 6월 8일 고아 지방의회를 설립해 통치권을 민간에 이양했다. 이 두 차례의 전쟁을 통해, 포르투갈은 인도에 있던 프로빈시아 우트라마리누를 모두 잃어버리게 되었으며, 포르투갈령 인도도 멸망하게 되었다.

#### 아프리카

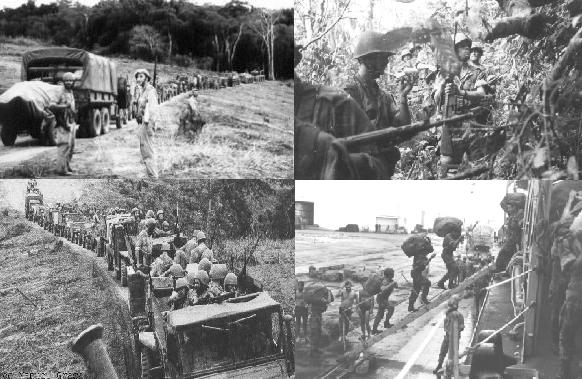
포르투갈 식민지 전쟁의 몽타주. 1961년부터 1974년까지 이어졌으며, 포르투갈의 아프리카 식민지가 독립했다.

1961년에는 포르투갈의 아프리카 식민지 일대에서도 전쟁이 벌어졌다. 정치적으로 1950년대 후반부터 포르투갈 군대는 1933년 이래 권력을 잡고 있는 에스타도 노보의 독재 정권이 만들어낸 역설에 직면했다. 한편으로는, 제2차 세계 대전에서 포르투갈의 중립 정책 이후 포르투갈 군대는 냉전 참여의 가능성에서 벗어나게 했고, 다른 한편으로는 포르투갈 군대는 포르투갈의 광대한 해외 영토를 통제하고 그곳의 시민들을 보호해야 할 책임이 증가했다고 느꼈다. 포르투갈은 1949년에 북대서양 조약 기구(NATO)의 창립 회원국으로 가입했고, NATO의 다양한 신생 군사 사령부에 통합되었다. 또한 1950년대까지만 해도 인종에 대한 "색맹" 접근과 혼합 정책은 포르투갈의 모든 아프리카 영토, 특히 모잠비크와 같은 남부 아프리카의 백인 식민정권까지 확장되지 않았다. 흑인 모잠비크인이 완전한 포르투갈 시민이 되기 위해서는 엄격한 기준을 통과해야 했고, 전체 흑인 모잠비크인100명 중 1명 미만이 이 기준을 통과했다. 모잠비크 역사학자 주앙 파울로 보르게스 코엘로에 따르면 1960년까지 포르투갈 식민지에 주둔한 군대 역시 인종과 민족에 따라 나뉘어졌다. 여러 사회적 모순 속에서 제2차 세계 대전 이후 사회주의와 탈식민지화가 아프리카 전체로 확산되었고 많은 아프리카인들은 마르크스주의의 이념을 독립으로 해석하였으며, 포르투갈 식민지 내에서는 이것이 반포르투갈 정서 및 반식민주의 정서로 이어졌다. 더욱이 1959년 피지귀티 학살, 1960년 무에다 학살과 같은 포르투갈 군경의 시위 강경 진압으로 인해 흑인들은 무장 투쟁을 독립을 쟁취하기 위한 노선으로 채택했다.
전쟁은 1961년 1월 3일, 포르투갈령 앙골라의 말란즈 바이샤 드 카산지에서 포르투갈계 벨기에인 목화 재배업체 코토낭이 고용한 농업 노동자들이 근로조건 개선을 요구하는 폭동을 일으키면서 시작되었다. 1961년 3월 15일에는 바이샤 드 카산지에서 올뎅 호베르투가 폭동을 일으켰고 폭도들은 농원, 교량, 정부 시설, 경찰서 등을 불태우고 바지선과 여객선 몇 척을 파괴하였다. 포르투갈 정부는 1961년 9월 폭동을 진압하는데 성공했다. 그러나 1961년 앙골라 해방인민운동과 기니비사우-카보베르데 아프리카 독립당은 포르투갈 식민 정부에 공동 투쟁하기로 합의했고, 1962년 모잠비크 해방전선과 상투메 프린시페 해방위원회와 함께 포르투갈 식민지 내셔널리즘 단체 회담을 창립했다. 이후 1963년 1월 15일 포르투갈군이 트리덴트 작전을 개시하면서 전쟁은 기니로 확전되었고, 1964년에는 모잠비크에서 독립 전쟁이 발발했다.
포르투갈의 식민주의에 반대하는 대부분의 무장 독립 단체들이 사회주의 세력이었고, 이 전쟁이 냉전 시기와 맞물려 있었기 때문에, 1960년대 중반부터 동구권의 지원을 받기 시작했다. 대표적인 예로 기니비사우-카보베르데 아프리카 독립당(PAIGC)은 중화인민공화국, 소련, 체코슬로바키아의 지원을 받았고, 1966년부터는 쿠바로부터 의료진과 군사고문단이 파견되었다. 한편 앙골라 해방인민운동 역시 유고슬라비아, 소련, 동독, 루마니아, 중화인민공화국, 쿠바의 지원을 받았다.
그러나 지역 내의 분쟁이 국제전으로 비화됨에 따라 전쟁은 장기화되었고, 식민 전쟁이 지속됨에 따라 포르투갈에 대한 국제 사회의 제재 및 압력도 증가하였다. 또한 포르투갈 국내에서도 식민지 전쟁에 대한 여론의 관심과 지지도가 떨어졌고, 반전 운동가들과 좌익 청년들은 징집을 피하기 위해 국외로 탈출했다. 결국 1974년 4월 25일 좌익 군인들이 결성한 MFA가 쿠데타를 일으켜 카네이션 혁명이 발발하였다. 에스타도 노부 정권은 붕괴되었고, 마카오를 제외한 모든 포르투갈의 프로빈시아 우트라마리누가 독립하게 되었다.

#### 티모르

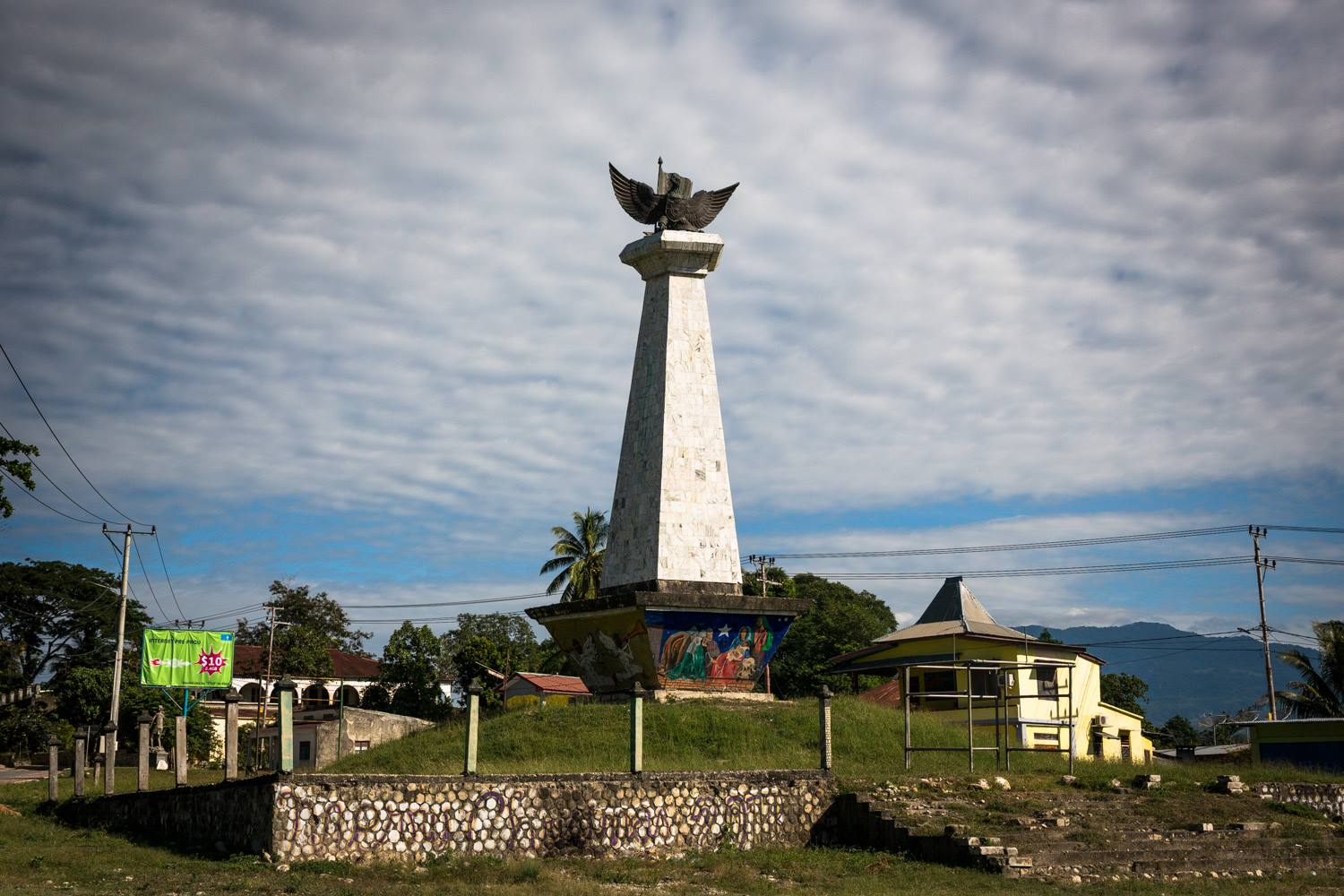
2016년 동티모르 비케크에 있는 인도네시아의 국장이 형상화된 기념탑.

1974년 카네이션 혁명으로 탄생한 새 정부가 포르투갈의 해외 식민지를 모두 포기하면서, 포르투갈령 티모르 역시 정치적 변화를 맞이했다. 1974년 5월 11일, 티모르의 첫 독립 보수주의 정당인 티모르 민주연맹이 창당했고, 뒤이어 1975년 5월 20일 티모르 사회민주협회가 탄생한 뒤, 1974년 9월 11일 명칭을 동티모르 독립혁명전선으로 바꾸었다. 1974년 5월 27일에는 자치주의와 인도네시아와의 병합을 주장하는 티모르 민중민주협회가 설립되었다. 1975년 11월 28일 동티모르 독립혁명전선은 독립 선언을 한 뒤 동티모르 민주공화국을 선포했다. 그러나 포르투갈과 인도네시아 모두 동티모르 공화국을 인정하지 않았다. 인도네시아의 경우 티모르에 공산주의 국가가 수립될 것을 우려하여 1975년 12월 7일 티모르를 침공해 동티모르의 수도 딜리를 함락시켰다. 뒤이어 1975년 12월 17일 인도네시아는 동티모르 임시정부를 수립하고 1976년 7월 17일 티모르 티무르라는 주로 병합했다. 유엔은 1975년 12월 22일 안보리를 소집해 결의안 384호를 통과시켰다. 이 결의안은 "동티모르 주민들의 자치권을 인정하고", "인도네시아군의 동티모르 철수를 권고하며", "동티모르 땅의 탈식민지화를 돕기 위해 회원국들이 협력할 것"을 강구하고 있다. 즉, 유엔은 동티모르 공화국과 인도네시아의 동티모르주를 모두 인정하지 않았기 때문에 포르투갈령 티모르는 국제법상으로 여전히 지위가 유지되고 있었다는 것을 의미한다.

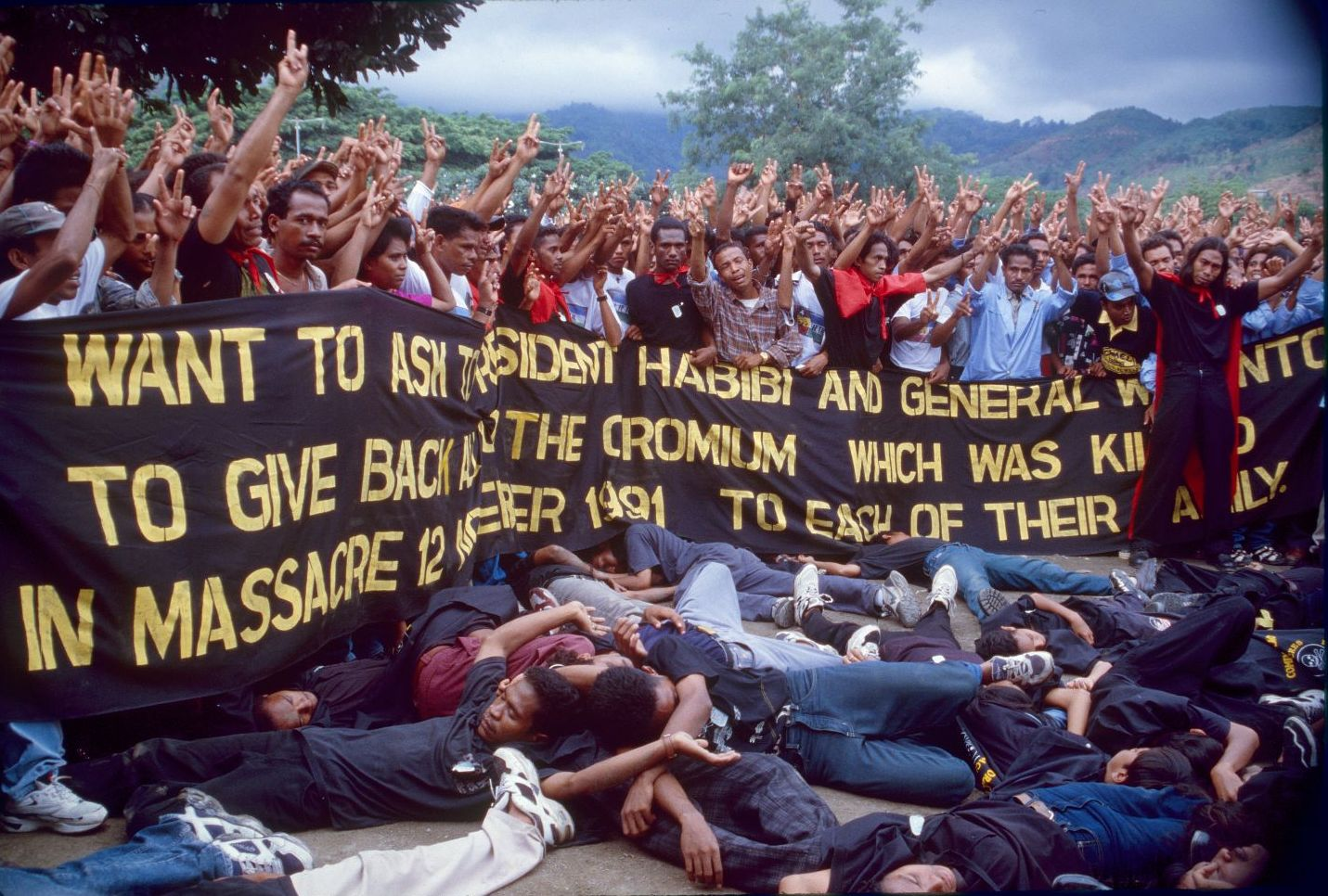
1991년 11월 12일 산타크루즈 학살에 대해 항의하며 1998년 11월 동티모르 주민들이 시위를 하는 모습.

그러나 1976년부터 동티모르는 실질적으로 인도네시아가 병합한 상황이었고, 당시 인도네시아 대통령이었던 수하르토는 동티모르 독립혁명전선에 대해 강경책을 폈다. 동티모르에서는 1974년부터 1999년까지의 인도네시아 통치 기간 동안 최소 90,800명, 최대 213,600명의 분쟁 관련 사망자가 발생했다. 이 중 17,600명에서 19,600명의 사망자와 73,200명에서 194,000명의 '과도한' 사망자가 발생했고, 이 사망의 책임 중 70%가 인도네시아 정부에게 있다. 인도네시아의 동티모르 정책은 1998년 수하르토가 퇴임한 이후 새로운 인도네시아의 새로운 대통령이 된 바하루딘 유숩 하비비 때부터 변화하였다. 유숩 하비비는 동티모르의 독립에 대해 반대했지만 자치권을 부여하는데는 찬성했다. 1998년 8월 오스트레일리아 총리 존 하워드가 동티모르 문제에 대해 1987년 누벨칼레도니 독립 국민투표의 선례를 따라 동티모르 독립에 대한 국민투표를 제안했고 유숩 하비비는 이 제안을 받아들여 동티모르 독립 국민투표를 선언했다. 한편 동티모르의 독립에 대해 논의하기 위해 1999년 5월 5일 유엔은 인도네시아 정부와 포르투갈 정부를 중재해 "동티모르 문제에 관한 인도네시아 공화국과 포르투갈 공화국 간의 협정"이 체결되었다. 1999년 8월 30일 국민투표에서 동티모르 주민 78%가 독립에 찬성했지만 친인도네시아 주민들은 이에 반대해 동티모르 위기가 발생했고, 1999년 10월 25일 유엔 안보리 결의안 제1272호가 통과됨에 따라 동티모르에 대한 행정권이 포르투갈에서 유엔 임시행정부로 이양되었다.

#### 마카오

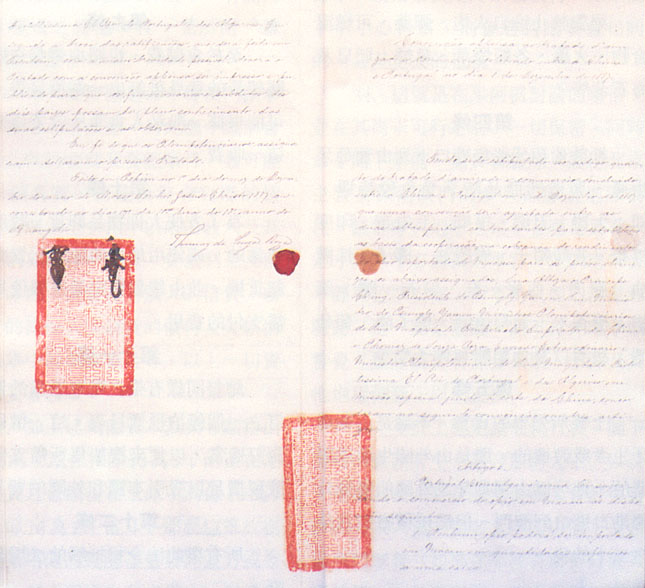
마카오 반환을 약속하는 1987년 리스본 합의서. 이 자리에서 중화인민공화국-포르투갈 공동선언이 발표되었고, 이 공동선언을 통해 마카오를 중화인민공화국에 반환하기로 했다.

카네이션 혁명은 포르투갈령 마카오의 법적 지위에도 영향을 미쳤으며, 새로운 포르투갈 정부의 탈식민지화 정책이 마카오 반환에 대한 길을 열었다. 포르투갈은 1974년 말 마카오에서 철수할 것을 제안했지만, 중화인민공화국은 1974년 당시 영국령이었던 홍콩에 대한 국제적, 지역적 신뢰를 유지하기 위해 노력했고, 대만과의 통일을 우선시했기 때문에 나중에 제안을 거절했다. 1976년 마카오에 대한 법적 지위는 마카오 조직장정에 따라 포르투갈 직할지로 변경되었다. 이 법은 1976년 2월 17일 포르투갈 정부의 승인을 받았는데, 마카오의 법적 명칭이 식민지에서 직할지로 변경되었다. 1987년 중화인민공화국과 포르투갈의 대표가 베이징에서 만나 중화인민공화국-포르투갈 공동선언을 발표했고, 4월 13일 선언이 비준되어 마카오는 "포르투갈 행정부가 다스리는 중국 영토"가 되었다. 1993년 3월 13일 전국인민대표대회가 작성한 마카오 특별행정구 기본법이 채택되었고, 장쩌민이 이를 비준했다. 1999년 12월 20일 마카오가 반환되면서, 마카오의 법적 근거도 포르투갈이 작성한 마카오 조직법에서 마카오 특별행정구 기본법으로 변경되었다.

## 영향

### 포르투갈

#### 정치

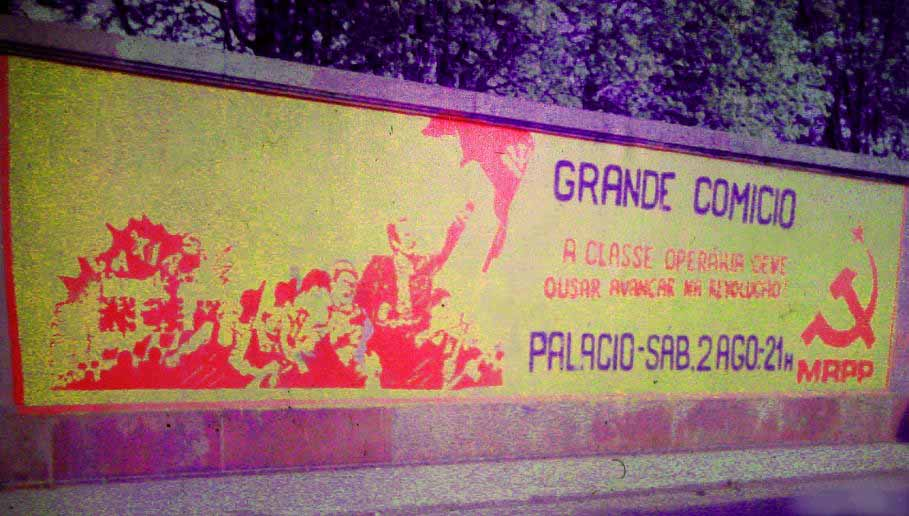
1974년 카네이션 혁명 이후 진행된 "진행 중인 혁명 과정" 시기의 구호.

1974년 카네이션 혁명 이후, 새로 수립된 정부를 이끌었던 군 운동은 급진적인 정책을 추구하였고, 1975년 3월 11일부터 1975년 11월 25일까지 진행된 이 시기를 "진행 중인 혁명 과정"이라고 부른다. 이 시기의 포르투갈은 극좌정치, 노동운동에서 영감을 받았으며, 정치적 혼란, 우익과 좌익의 폭력, 사회 불안정, 기업의 국유화, 사유지 강제 점거 및 수용 등으로 특징지어졌다.
카네이션 혁명 이후 온건파와 급진파 세력 간의 긴장이 고조되고 있는 가운데, 1975년 3월 11일 스피놀라를 따르는 포르투갈 우익이 쿠데타를 일으켰지만, 쿠데타는 실패로 끝났고, 1975년 3월 23일, 극우 단체인 포르투갈 해방군(ELP)은 RTP가 생중계한 기자회견에서 북부 군사 지역의 사령관이자 북부 지역의 COPCON 대표인 에우리코 코르바초 준장으로부터 "파시스트 조직"이라고 비난을 받았다. 스피놀라는 브라질로 망명했다.
1975년 11월 25일에는 극좌 세력의 쿠데타가 발생했다. 당시 극좌 세력은 포르투갈의 민주주의 전환기를 기반으로 포르투갈을 공산주의 국가로 만들려고 시도했다. 역사학자 마리아 이나시아 레졸라에 따르면, "1975년 11월 25일 쿠데타는 포르투갈 혁명 과정에서 가장 논란이 많고 어떤 면에서는 모호한 사건 중 하나"로 남아있으며, 쿠데타 시도 여부와 책임 소재에 대해서는 학자들의 의견이 일치하지 않는다.

#### 경제
포르투갈에서는 전쟁 기간 동안 정부 예산이 크게 증가했다. 그 나라의 군대에 대한 지출은 1961년 전쟁이 시작된 이래로 급증했다. 비용은 보통과 임시로 나뉘었는데, 후자가 군사 예산의 큰 증가의 주요 요인이었다. 살라자르가 사망한 이후 후임 마르셀로 카에타노는 1972년까지 아프리카 전쟁에 대한 군사비 지출을 꾸준히 늘렸다. 1961년부터 1974년까지 포르투갈 전체 국가 지출의 22%(GDP의 약 3.1%)가 전쟁에 사용되었다. 포르투갈 본토에서는 전쟁 기간 동안 경제 성장률이 6~11%, 전후 기간에는 2~3%였다. 1973년 포르투갈의 1인당 GDP는 EC-12 평균의 56%에 달했다. 혁명 혼란이 극대화된 1975년 포르투갈의 1인당 GDP는 EC-12 평균의 52%로 감소했다. 이에 더해 카네이션 혁명 이후 포르투가 정부의 혁명적인 경제 정책, 제1차 석유 파동, 유럽의 불황, 그리고 수십만 명의 해외 포르투갈인들의 이전 식민지로부터 귀환한 것으로 인해 포르투갈은 1974년부터 1975년까지 경제 위기를 겪기 시작했다.

### 구 식민지

#### 레트로나도
카네이션 혁명 이후 탈식민지화 과정에서 혁명국가구원군이 관리하는 해외 식민지를 탈출한 포르투갈인들을 가리켜 "레트로나도"(포르투갈어: retornados)라고 부른다. 1974년 5월부터 1970년대 말까지 포르투갈의 아프리카 영토(대부분 포르투갈령 앙골라와 모잠비크)와 포르투갈령 티모르에서 온 백만 명 이상의 포르투갈 시민들이 난민으로 본래 영토를 떠났다. 다른 유럽의 식민지와 달리, 포르투갈령 아프리카에 사는 포르투갈인들은 그들의 조상들이 대대로 아프리카에 살았기 때문에 그들의 입양된 땅과 강한 유대감을 가지고 있었다. 이 사람들에게 포르투갈이 아프리카 영토에서 곧 떠날 것이라는 전망은 거의 이해하기 어려웠다. 그럼에도 불구하고 대부분은 피할 수 없는 것을 받아들였고, 모잠비크에서 실패한 우익 정착민 반란이 일어났지만, 포르투갈 쿠데타 지도자들이 독립을 승인하는 결정을 내리면서 독립에 대한 포르투갈인들의 반항은 빠르게 소멸되었다.
모잠비크의 경우, 24/20 명령을 통해 포르투갈인들의 피난 시간을 24시간 밖에 주지 않았고, 포르투갈인들은 20kg의 짐만 나를 수 있었다. 앙골라의 경우, MPLA와 포르투갈의 권력 이양 합의가 대중에게 알려지자마자 포르투갈인들의 대탈출이 시작되어, 1975년 11월까지 300,000명 이상의 사람들이 앙골라를 떠났고, 그들 중 대부분은 TAP 포르투갈 항공의 보잉 707  항공기를 타고 대피했다. 영국 공군도 비커스 VC10 여객기를 보내 6000여명의 난민을 추가로 대피시켰다.

#### 내전

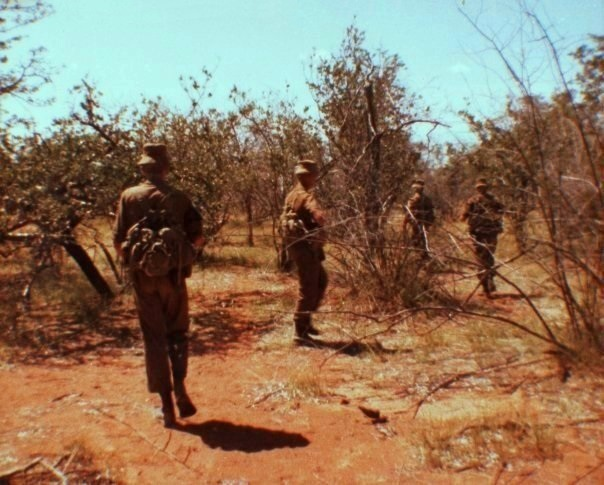
앙골라 내전 당시 작전 중인 남아프리카 공화국군.

앙골라 독립 전쟁 이후, 남아프리카 공화국은 1975년 10월 23일 나미비아에서 1,500명에서 2,000명 사이의 병력을 앙골라 남부로 파견하여 친킨샤사 정부를 수립하고 앙골라 해방인민운동의 권력 획득을 저지하기 위해 무장 차량, 낙하산 부대, 3개 보병 대대를 앙골라에 배치하였다. 3주 안에 남아프리카 공화국과 UNITA 군대는 노보 레돈도와 벵겔라를 포함한 5개의 주도를 점령했다. 남아프리카 공화국의 개입에 대응하여 쿠바는 카를로타 작전이라는 암호 하에 1975년 11월 9일 특수부대 소속 대대 652명 중 100명을 먼저 파견했다. 쿠바는 남아프리카 공화국의 개입 이전에 230명의 군사 고문을 앙골라 해방인민운동에 제공했다. 또한 유고슬라비아는 루안다 해안에 2척의 유고슬라비아 해군 전함을 파견하여 MPLA와 쿠바군을 지원하였다. 쿠바와 유고슬라비아의 개입은 남아프리카 공화국과 앙골라 완전독립 민족동맹의 진격을 격퇴하는데 결정적인 역할을 했다. 앙골라 민족해방전선도 마찬가지로 키팡곤도 전투에서 패배하여 자이르로 후퇴했다. 앙골라 민족해방전선의 패배로 앙골라 해방인민운동은 수도 루안다에서 권력을 공고히 할 수 있었고, 1975년 11월 11일 앙골라 인민공화국을 선포했다.

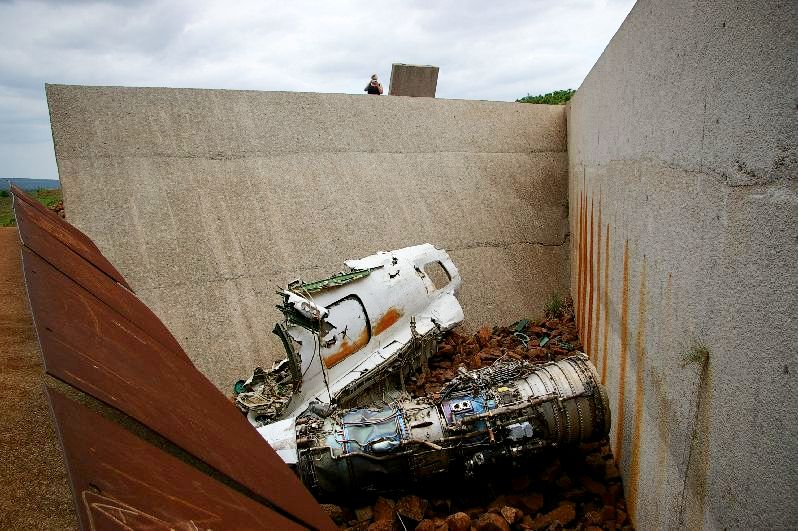
모잠비크 내전 중이던 1986년 모잠비크 초대 대통령 사모라 마셸이 타고 있던 비행기가 추락했다. 이 사진은 추락 이후 남은 잔해를 찍은 것이다.

한편 모잠비크에서는 1974년 9월 7일 루사카 협정이 체결되어 포르투갈이 모잠비크의 독립을 인정한 뒤, 1975년 6월 모잠비크 해방전선이 주도하는 모잠비크 인민공화국이 수립되었다. 1975년부터 1979년까지 FRELIMO 정부가 모잠비크 영토에서 ZANLA(짐바브웨 아프리카 민족해방군)의 주둔을 허용하자 로디지아군이 직접적으로 모잠비크 정부를 불안정하게 만들기 위해 반복적으로 모잠비크에 진입했다. 로디지아 정부의 작전에는 1979년 베이라 항구의 폭격과 1977년 마파이 마을의 점령을 포함한다. 로디지아 정부는 1977년 5월 중앙정보청을 통해 모잠비크 정부에 반대하는 반공주의를 위한 중도 우익/우익 단체인 RENAMO의 설립을 후원했다. 또한,  포르투갈 비밀경찰의 특수부대였지만 1975년 해체된 플레차의 옛 부대원들도 RENAMO 결성에 참여하거나, 로디지아군의 설루 척후대에 지원하여 모잠비크 정부에 맞서 싸웠다. 한편 남아프리카 공화국 역시 1978년부터 모잠비크에 군대를 파견해 모잠비크 정부와 맞서 싸웠다. 모잠비크 정부의 경우 모잠비크 해방전선의 창립을 지원한 탄자니아 대통령 줄리어스 니에레레가 모잠비크 정부를 지원했고, 사회주의 국가였던 소련, 쿠바, 동독, 북한이 군사 고문단을 파견했다.

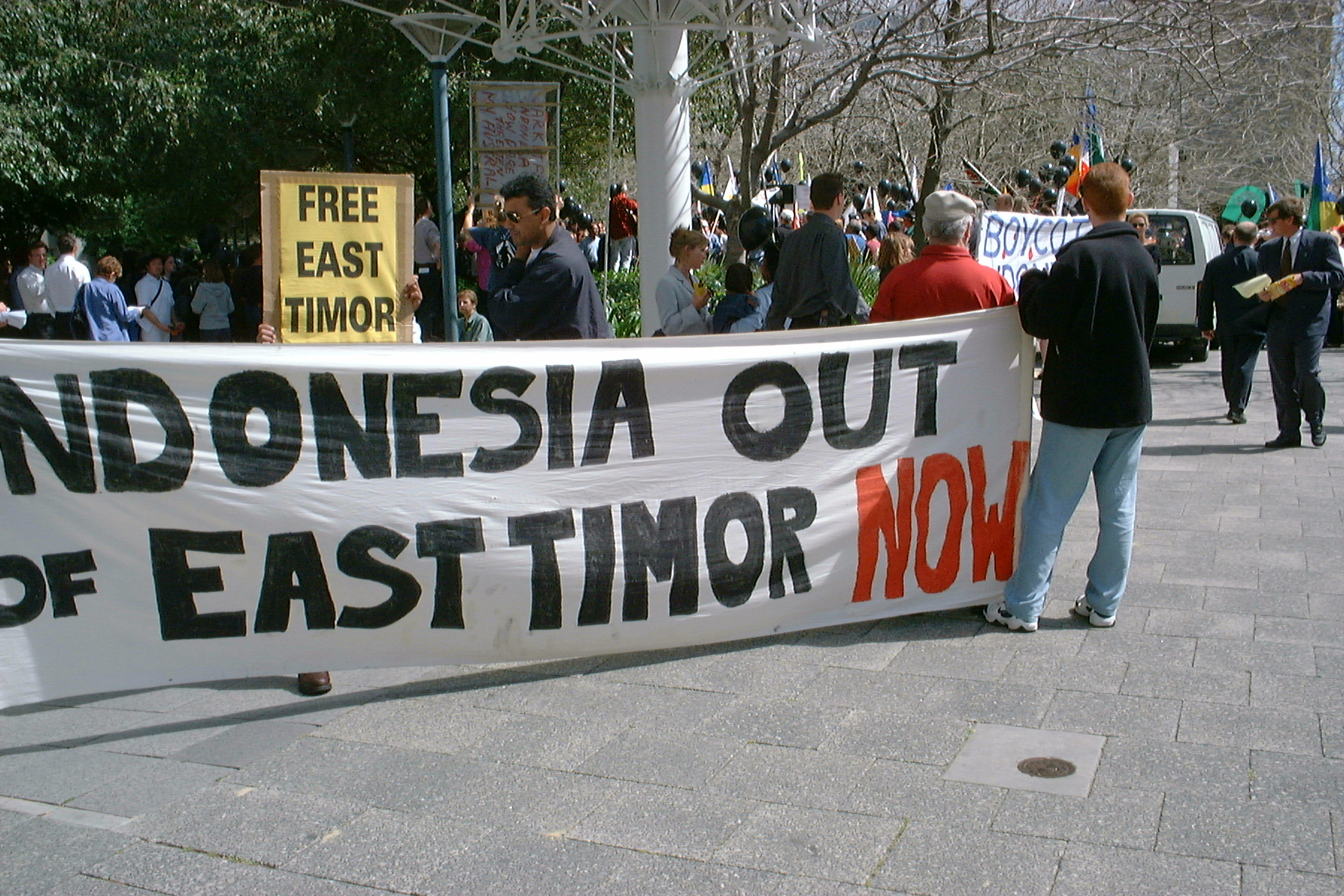
동티모르의 독립을 요구하는 시위. 1999년 9월 10일 촬영되었다.

동티모르의 경우 1976년 인도네시아가 동티모르를 병합한 이후에도, 니콜라우 도스 레이스 로바투를 비롯한 동티모르 독립혁명전선의 지도자들은 동티모르 고지대로 숨어들어 인도네시아 점령군에 저항했다.  인도네시아 정부는 1977년부터 1979년까지의 "토벌과 섬멸" 작전을 펼쳐 동티모르 독립혁명전선의 배후지를 차단했지만, 동티모르 독립혁명전선은 인도네시아를 상대로 지속적으로 게릴라전을 펼쳤고 이로 인해 인도네시아 정부는 티모르에 1999년까지 군을 주둔시켰다. 동티모르 독립혁명전선은 인도네시아군의 토벌 작전 이후 큰 타격을 입었으며, 1977년 9월부터 1979년 2월까지 동티모르 독립혁명전선의 간부 52명 중 3명만이 살아남았다. 비교적 온건한 지도자였던 샤나나 구스망의 지도 하에 1980년대부터 서서히 회복하기 시작했다. 1998년 이후 인도네시아의 대통령이었던 유숩 하비비의 정책 변화로 동티모르의 독립 여부를 묻는 투표가 열려 독립을 선호한다는 득표수가 더 많았지만, 친인도네시아계 티모르 주민들은 투표 결과를 인정하지 않으며 1999년 4월부터 동티모르의 주요 시설을 파괴하기 시작했다. 1999년 동티모르 위기라 불리는 이 사건은 1999년 9월 12일 인도네시아군이 철수하고 1999년 9월 15일 유엔 안보리 결의안 제1264호가 통과되어 위기 해결을 위한 유엔 평화유지군의 파병을 승인함으로서 전환기를 맞았고, 2002년 5월 20일 동티모르가 독립하면서 사태가 끝나게 되었다.

#### 경제
포르투갈인의 이주와 연이은 정치적 불안정으로 인해 대부분의 옛 프로빈시아 우트라마리누 지역의 경제는 식민지 시절 때보다 열악했다. 앙골라의 경우 1976년부터 경제는 독립 전쟁과 그에 따른 해방 운동의 내부 싸움의 여파로 완전히 혼란에 빠졌다. 많은 백인 정착민들이 1950년 이후 앙골라에 왔고, 이 정착민들은 앙골라 땅을 점령하여 지역 농민들의 현금 생산과 자급자족 작물 생산을 방해했으며 포르투갈인들은 앙골라인들에게 더 큰 산업이나 농업 기업을 운영하도록 허용하지 않았고, 앙골라 주민들에게 교육을 시키지도 않았다는 것이다. 또한, 앙골라의 산업은 식민지이자 경제의 지배권을 쥐고 있던 포르투갈과의 무역에 의존했다.
기니비사우 역시 장기간의 정치적 불안정으로 인해 경제 활동이 침체되고 사회 인프라가 악화되었으며 경제 불균형이 더 증가하였다. 기니비사우의 2020년 주요 수출 품목은 생선, 캐슈넛, 밤바라땅콩이며 경제는 농업에 의존하고 있다. 이는 프로빈시아 우트라마리누로 승격되었던 1951년의 경제 상황과 크게 다르지 않다.

#### 국제 기구 가입
중화인민공화국의 영토가 된 마카오와 인도의 영토가 된 옛 포르투갈령 인도 지역을 제외한 포르투갈의 프로빈시아 우트라마리누는 모두 유엔의 회원국이다. 기니비사우가 1974년 9월 17일 회원국이 된 이후, 모잠비크(1975년), 카보베르데(1975년), 앙골라(1976년), 동티모르(2002년)가 모두 2023년 기준으로 유엔 회원국이다.
옛 포르투갈의 아프리카 식민지 국가들은 독립 직후 아프리카 통일기구의 회원국이 되었다. 앙골라는 1975년 7월 18일, 모잠비크, 카보베르데, 상투메 프린시페는 1975년 7월 18일에 아프리카 통일기구 회원국이 되었다.

## 유산

### 언어

포르투갈어를 사용하는 지역.
모어
공용어
제2언어

포르투갈어는 카보베르데, 앙골라, 모잠비크, 기니비사우, 상투메 프린시페의 공용어이며, 동티모르에서는 테툼어와 공동 공용어로 인정되었고 마카오에서는 기본법 제1조 9항에 의거하여 중국어와 함께 공용어로 쓰이고 있다. 인도의 고아주, 그리고 다만 디우에서는 약 10,000명 정도가 포르투갈어를 사용하고 있지만, 고아주의 경우 "오리엔트 파운데이션"이라는 단체의 후원을 시작으로 학교에서도 포르투갈어를 가르치기 시작했다. 2014년 기준으로 약 1,500명의 학생들이 고아에서 포르투갈어 수업을 받고 있다.
옛 프로빈시아 우트라마리누의 경우 각 식민지별로 방언이 발달했다. 예를 들어 앙골라계 포르투갈어의 경우, 열린 모음 / ʁ/와 /a/는 [a]에 병합되며, 마찬가지로 /ɐ/는 대부분의 비 강세 음절에서 발생하는 유럽 포르투갈어와 달리 강세가 없는 최종 음절에서만 나타나고 비음 /ɐ̃/는 개음 [ã]로 바뀐다. 동티모르계 포르투갈어의 경우 발음의 강조점이 다른데, 마카오, 포르투갈, PALOP 국가들이 사용하는 것처럼 동티모르의 지방 정부와 학교들은 포르투갈 표준어를 가르치는데 엄격하다.
이러한 상황 속에서 포르투갈어 국가들의 국제적인 공동체나 정치적 연합의 형태에 대한 생각은 역사적으로 수 차례 제안되었고 연구되었다. 그러나 실질적인 논의는 1983년 포르투갈 외무장관 하이메 가마가 카보베르데를 국빈 방문했을 때 제시되었는데, 하이메 가마는 2년마다 열리는 루소폰 국가 원수 및 정부 수반의 정상회담과 회원국 장관 간의 정기 회의 아이디어를 제안했다. 1989년 국제 포르투갈어 연구소가 ""문화, 교육, 정보와 과학 및 기술 지식에 대한 접근과 국제 포럼에서 공식적으로 사용되는 수단으로서의 포르투갈어의 홍보, 보존, 강화와 전파"를 위해 설립되었으며, 1996년 7월 17일 리스본에서 제1차 포르투갈어 사용국 공동체 정상회담이 개최되었고, 이 자리에서 포르투갈어 사용국 공동체가 탄생했다.

### 문화

#### 종교적 영향

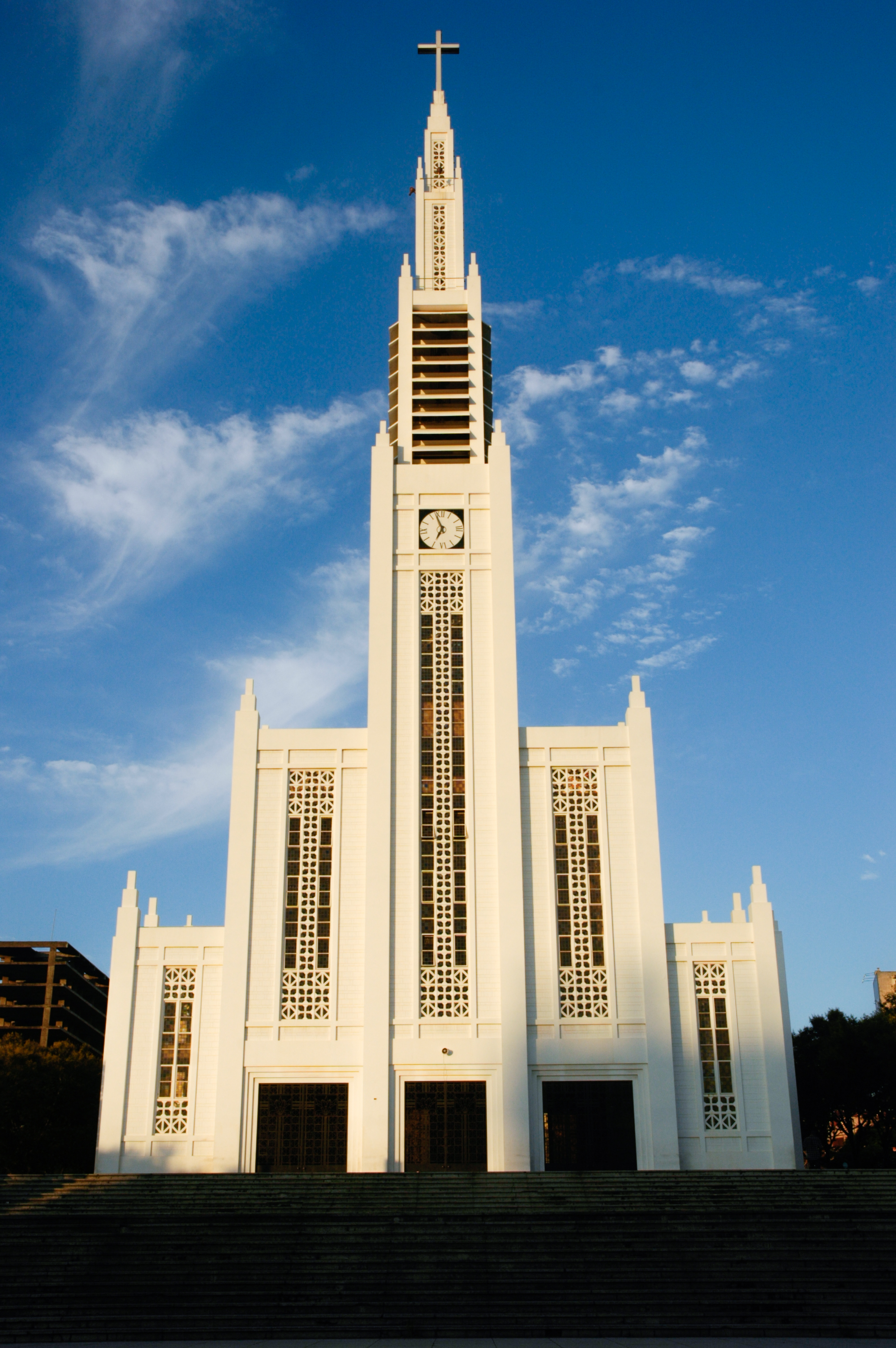
마푸토 성모 수태 성당. 모잠비크 마푸토에 있는 성당으로, 1944년 완공되었다.

옛 프로빈시아 우트라마리누 지역들은 국교가 없지만, 포르투갈 식민지배의 영향으로 로마 가톨릭 신자가 남아 있다. 동티모르의 경우 국민 대부분이 로마 가톨릭 신자이며, 2016년 설문 조사에서 국민의 98.1%가 로마 가톨릭을 믿는다고 답했다. 이러한 경향은 동티모르의 공휴일에도 남아 있는데, 성금요일, 그리스도의 성체 성혈 대축일, 모든 성인 대축일, 위령의 날, 원죄 없는 잉태의 날이 모두 국가가 법령으로 지정한 공휴일로 남아있다.
마카오의 경우에는 2012년 국가 조사에 따르면 전체 주민의 6.7%가 기독교를 믿고 있으며, 신도 수가 지속적으로 감소하고 있다고 밝혔다. 그럼에도 불구하고 성 요셉 대학교나 마카오 천주학교협진회와 같은 교육기관은 학술 프로그램 및 협력 프로그램을 통해 마카오의 교육 및 사회 기반 시설에서 영향력을 행사하고 있다.
모잠비크의 경우, 2015년 조사에 따르면 전체 국민 중 30.5%가 가톨릭을 믿고 있다. 앙골라의 경우 2015년 조사에 따르면 전체 국민 중 56.4%가 로마 가톨릭을 믿고 있으며, 사육제와 그리스도의 성체 성혈 대축일, 위령의 날이 국가 공휴일로 지정되어 있다. 카보베르데는 2010년 조사를 기준으로 전 국민 중 77.3%가 로마 가톨릭을 믿고 있으며, 모든 성인 대축일을 국가 공휴일로 지정하였다.
기니비사우의 1991년과 2009년 인구조사에 따르면 기독교의 인구 비율이 1991년 15%에서 2009년 22.1%로 증가했다. 2020년 기준으로 기니비사우의 기독교 인구 비율은 전체 국민의 18.9%로 감소했고, 기니비사우의 기독교 공동체의 대다수는 로마 가톨릭교회에 속해 있다. 많은 토착민들이 기독교로 개종한 결과 2050년에는 30% 이상의 기독교인이 있을 것으로 추정된다.

#### 식민지 건축

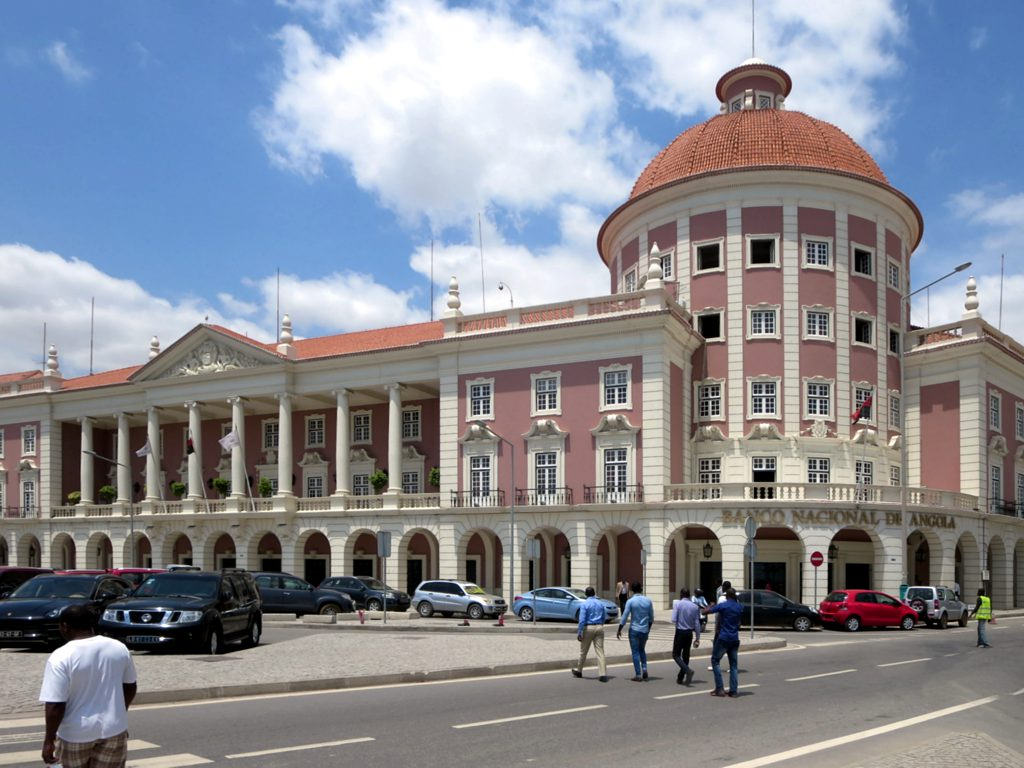
앙골라 국립은행의 건물. 1956년 건축된 이 건물은 "포르투갈 식민지 건축양식"과 포르투갈 수아비 양식의 대표적인 예시이다.

포르투갈은 브라질, 마카오, 인도, 모잠비크 등 옛 식민지에 여러 건축물을 남겼으며, 이를 한데 모아 '포르투갈 식민지 건축양식'이라고 부른다. 다만, 21세기에 발표된 포르투갈 식민지 건축양식에 관한 여러 보고서를 종합한 크리스티아나 바스투스에 따르면, 포르투갈 식민지 건축양식으로 지어진 건물들은 크고 상징적이었으며, 앙골라와 모잠비크에 많이 건축된 병원 내 오두막(영어: Hut-House)의 경우 그 수와 위치가 정확히 밝혀지지 않았다.
특히 1940년대부터 1950년대까지 포르투갈에서 적극적으로 추진되었던 포르투갈 수아비 양식은 에스타도 노부 정권이 추구했던 민족주의적 가치를 현대의 기술과 건축기법에 접목시킨 것으로, 17세기와 18세기부터 내려오던 건축 양식을 현대적으로 재창조한 것이었다. 하지만 1974년 카네이션 혁명 이후 포르투갈 수아비 양식은 쇠퇴했다.
1950년대부터 1970년대 사이에 건립된 프로빈시아 우트라마리누의 건축물에는 앙골라 국립은행 건물 (1956년), 마푸토 중앙병원 (1958년), 카보베르데 프라이아 고등학교 건물 (1960년), 폴라나 교회 (1962년), 베이라 기차역 (1966년) 등이 있다.

## 프로빈시아 목록

### 옛 식민지
| 이름            | 시작             | 해체                                                         | 이후 지위                                                     |
| --------------- | ---------------- | ------------------------------------------------------------ | ------------------------------------------------------------- |
| 앙골라          | 1951년 6월 11일  | 1975년 11월 11일                                             | 앙골라 인민공화국                                             |
| 카보베르데      | 1951년 6월 11일  | 1974년 12월 19일                                             | 카보베르데 공화국 (자치령)                                    |
| 카보베르데      | 1951년 6월 11일  | 1975년 7월 5일                                               | 카보베르데                                                    |
| 기니            | 1951년 6월 11일  | 1974년 12월 10일                                             | 기니비사우                                                    |
| 인도            | 1946년 12월 18일 | 1954년 8월 2일 (데 쥬레, 다드라 나가르하벨리)                | 인도                                                          |
| 인도            | 1946년 12월 18일 | 1961년 12월 19일 (데 팩토, 안제디바섬, 다만 디우, 및 고아주) | 인도                                                          |
| 인도            | 1946년 12월 18일 | 1974년 12월 31일 (데 쥬레)                                   | 인도                                                          |
| 마카오          | 1951년 6월 11일  | 1976년 2월 17일                                              | [[파일:{{{국기그림-1976}}}\|22x20px\|border \|마카오]] 마카오 |
| 마카오          | 1951년 6월 11일  | 1999년 12월 20일                                             | 중화인민공화국 마카오 특별행정구 ( 중화인민공화국)            |
| 모잠비크        | 1951년 6월 11일  | 1974년 9월 20일                                              | 지역 행정부                                                   |
| 모잠비크        | 1951년 6월 11일  | 1975년 6월 15일                                              | 모잠비크 인민공화국                                           |
| 상투메 프린시페 | 1951년 6월 11일  | 1974년 12월 21일                                             | 상투메 프린시페주                                             |
| 상투메 프린시페 | 1951년 6월 11일  | 1975년 7월 12일                                              | 상투메 프린시페                                               |
| 티모르          | 1951년 6월 11일  | 1975년 11월 28일                                             | 동티모르 민주공화국                                           |
| 티모르          | 1951년 6월 11일  | 1976년 7월 17일                                              | 동티모르주                                                    |
| 티모르          | 1951년 6월 11일  | 1999년 10월 25일                                             | 유엔 동티모르 임시행정부                                      |

### 인도 옛 소유지
| 이름                | 시작             | 해체                                                  | 이후 지위                                                         |
| ------------------- | ---------------- | ----------------------------------------------------- | ----------------------------------------------------------------- |
| 안지디브            | 1946년 12월 18일 | 1961년 12월 19일 (데 팩토) 1974년 12월 31일 (데 쥬레) | 고아주 카나코나                                                   |
| 다드라 나가르하벨리 | 1946년 12월 18일 | 1954년 8월 2일 (데 팍토) 1974년 12월 31일 (데 유레)   | 1954년: 자유 다드라 나가르하벨리 정부                             |
| 다드라 나가르하벨리 | 1946년 12월 18일 | 1954년 8월 2일 (데 팍토) 1974년 12월 31일 (데 유레)   | 1961년: 다드라 나가르하벨리 2020년: 다드라 나가르하벨리 다만 디우 |
| 다만 디우           | 1946년 12월 18일 | 1961년 12월 19일 (데 팍토) 1974년 12월 31일 (데 유레) | 1961년: 고아 다만 디우                                            |
| 다만 디우           | 1946년 12월 18일 | 1961년 12월 19일 (데 팍토) 1974년 12월 31일 (데 유레) | 1987년: 다만 디우 2020년 : 다드라 나가르하벨리 다만 디우          |
| 고아                | 1946년 12월 18일 | 1961년 12월 19일 (데 팩토) 1974년 12월 31일 (데 쥬레) | 1961년: 고아 다만 디우                                            |
| 고아                | 1946년 12월 18일 | 1961년 12월 19일 (데 팩토) 1974년 12월 31일 (데 쥬레) | 1987년: 고아주                                                    |

## 같이 보기
포르투갈 제국 관련
- 포르투갈 제국
- 포르투갈어 사용국 공동체

프로빈시아 우트라마리누와 비슷한 행정구역 관련
- 해외 프랑스 - 해외 레지옹, 해외 데파르트망
- 영국의 해외 영토

### 내용주
1. ↑  물론 앙골라 독립 전쟁에서 포르투갈에 맞서 싸운 앙골라 민족해방전선의 경우 시민 내셔널리즘과 기독교 민주주의[24], 보수주의[25]를 내세운 중도 우익이었다.
2. ↑  유엔은 인도네시아의 동티모르 합병을 인정하지 않았다.
3. ↑  1976년 동티모르 민주공화국은 인도네시아의 침공 이후 인도네시아의 주인 동티모르주가 되었고, 2002년이 되어서야 독립에 성공했다.
4. ↑  포르투갈과 유엔이 인도네시아의 동티모르 병합을 인정하지 않았기 때문에, 포르투갈령 티모르는 명목상 국제적 지위가 1999년까지 유지되었다.[47]

### 참조주
1. ↑  “Pluricontinental” (포르투갈어).
2. ↑  Norrie Macqueen (1999년 6월). 《Portugal's First Domino: 'Pluricontinentalism' and Colonial War in Guiné-Bissau, 1963–1974》. Cambridge University Press. 209–230쪽.
3. 1 2 3  “Le lusotropicalisme dans le colonialisme portugais tardif”. 2015년 1월 25일.
4. ↑  Ben Cahoon. “India”.
5. ↑  Ben Cahoon. “São Tomé and Príncipe”. .
6. ↑  “Lei n.º2048” (PDF). 《Diário da República》. 1951년 6월 11일..
7. ↑  G. J. Bender (1978년). “Angola Under the Portuguese”. University of California Press. ISBN 0-520-03221-7..
8. ↑  Ben Cahoon. “Benin”.
9. ↑  Cláudia Castelo, traduit par Camille Diard (2015년 2월 9일). “Le luso-tropicalisme, ou le colonialisme portugais sur le tard”.
10. ↑  “Legislação” (포르투갈어). 2021년 6월 20일에 원본 문서에서 보존된 문서. 2023년 2월 4일에 확인함.
11. ↑  P S Lele, Dadra and Nagar Haveli: past and present, Published by Usha P. Lele, 1987,
12. ↑  Constitution of India, 10th Amendment
13. ↑  O C Reddy (1986년 3월 14일). “Umaji Keshao Meshram & Ors vs Radhikabai W/O Anandrao Banapurkar & Anr”. 2021년 11월 2일에 확인함.
14. ↑  Davar, Praveen (January 2018). “The liberation of Goa”. 《The Hindu》.
15. ↑  “Infrastructure | Goa Legislative Assembly”. 2013년 1월 11일에 원본 문서에서 보존된 문서. 2018년 1월 29일에 확인함.
16. ↑  NATO. “Portugal and NATO - 1949”. 《NATO》 (영어). 2020년 3월 11일에 확인함.
17. ↑  Rupiya, Martin, Historical context: war and peace in Mozambique, Conciliation Resources (1998), retrieved 29 May 2011
18. ↑  "African Troops in the Portuguese Colonial Army, 1961-1974: Angola, Guinea-Bissau and Mozambique
19. ↑  Independence redux in postsocialist Mozambique 보관됨 2009-06-24 - 웨이백 머신, Alice Dinerman
20. ↑  Manuel Jerónimo (2008). “Angola: "Baixa De Kassanje" Massacre Turns 47 Years”. Angola Press Agency via allAfrica. 2008년 1월 5일에 확인함.
21. ↑  George, Edward, The Cuban Intervention in Angola, 1965–1991, New York: Frank Cass Publishing Co., ISBN 0-415-35015-8 (2005) pp. 9–10
22. ↑  Walker, Frederick, A Certain Curve of Horn: The Hundred-Year Quest for the Giant Sable Antelope of Angola, New York: Grove Press, ISBN 0-8021-4068-8 (2004), p. 143: Commenting on the incursion, Roberto said, "This time the slaves did not cower. They massacred everything."
23. ↑  “Conferência : A CONCP – a internacionalização da luta pela independência das colónias portuguesas”. 《Biblioteca Nacional de Portugal》 (포르투갈어). 2021년 1월 4일에 확인함.
24. ↑  Projet de Societé 보관됨 2010-08-05 - 웨이백 머신, official FNLA website (French and Portuguese)
25. ↑  Consulado Geral de Angola 보관됨 2013-11-03 - 웨이백 머신
26. ↑  Djassi Amado, Abel (2020년 8월 4일). “The PAIGC 'Congratulatory' Diplomacy towards Communist States, 1960–1964”. 《Lusotopie》 (영어) 19 (1): 54–75. doi:10.1163/17683084-12341748. ISSN 1257-0273. S2CID 225354774.
27. ↑  Gleijeses, Piero (1997). “The First Ambassadors: Cuba's Contribution to Guinea-Bissau's War of Independence”. 《Journal of Latin American Studies》 29 (1): 45–88. doi:10.1017/S0022216X96004646. ISSN 0022-216X. JSTOR 158071. S2CID 144904249.
28. ↑  Gleijeses, Piero (2002). 《Conflicting Missions: Havana, Washington, and Africa, 1959-1976》. The University of North Carolina Press. 243쪽.
29. ↑  The Soviet Union and Revolutionary Warfare: Principles, Practices, and Regional Comparisons, 1988, pp. 117–118.
30. ↑  Abbott, Peter; Manuel Ribeiro Rodrigues (1988). 《Modern African Wars: Angola and Mozambique, 1961–74》. 10쪽.
31. ↑  Radu, Michael (1988년 7월 17일). “Soviet Activities in Sub-Saharan Africa: Final Report”. Foreign Policy Research Institute  – Google Books 경유.
32. ↑  China), United States Consulate General (Hong Kong (1974년 12월 17일). “Current Background”. American Consulate General.  – Google Books 경유.
33. ↑  China and Africa: A Century of Engagement, 2012, p. 339.
34. ↑  Cuba: The International Dimension, 1990, pp. 155–157.
35. ↑  “Adrian Hastings”. 《The Daily Telegraph》 (London). 2001년 6월 26일.
36. ↑  A direita radical na Universidade de Coimbra (1945–1974) 보관됨 3 3월 2009 - 웨이백 머신, MARCHI, Riccardo. A direita radical na Universidade de Coimbra (1945–1974). Anál. Social, July 2008, nº 188, pp. 551–576. ISSN 0003-2573.
37. ↑  CAVR. “Chega! Final Report of the Commission for Reception, Truth and Reconciliation in East Timor – Part 3: The History of the Conflict” (PDF). para. 46. 2017년 7월 30일에 확인함.
38. ↑  CAVR. “Chega! Final Report of the Commission for Reception, Truth and Reconciliation in East Timor – Part 3: The History of the Conflict” (PDF). para. 47. 2017년 7월 30일에 확인함.
39. ↑  CAVR. “Chega! Final Report of the Commission for Reception, Truth and Reconciliation in East Timor – Part 3: The History of the Conflict” (PDF). para. 87. 2017년 7월 30일에 확인함.
40. ↑  “Declaration of Independence”. 《Timor-Leste gov》. 2021년 12월 17일에 확인함.
41. ↑  “East Timor: Indonesia's invasion and the long road to independence”. 《The Guardian》. 2019년 8월 29일. 2021년 12월 17일에 확인함.
42. ↑  “A Piece Of The Story Of East Timor's Independence From Portugal Then Indonesia Was "annexed"”. VOI. 2019년 11월 28일. 2021년 12월 17일에 원본 문서에서 보존된 문서. 2021년 12월 17일에 확인함.
43. ↑  “Angkasa Online”. 2008년 2월 20일에 원본 문서에서 보존된 문서.
44. ↑  Schwarz (2003), p. 204
45. ↑  http://www.guruips.com/2020/01/integrasi-dan-lepasnya-timor-timur-dari-nkri.html>
46. 1 2 3  “Resolution 384” (PDF). 1975년 12월 22일. 2023년 2월 4일에 확인함.
47. 1 2  “Portugal - Brazil and East Timor”.
48. ↑  Benetech Human Rights Data Analysis Group (2006년 2월 9일). “The Profile of Human Rights Violations in Timor-Leste, 1974–1999”. 《A Report to the Commission on Reception, Truth and Reconciliation of Timor-Leste》. Human Rights Data Analysis Group (HRDAG). 2012년 2월 22일에 원본 문서에서 보존된 문서.
49. ↑  Miller, M. (2004). 'From reform to repression: the post-New Order's shifting security policies in Aceh', Review of Indonesian and Malaysian Affairs, 38(4), 129–162.
50. ↑  “Howard's letter to Habibie”. 《School of Humanities and Social Sciences - UNSW Canberra》. 2015년 3월 28일에 원본 문서에서 보존된 문서.
51. ↑  United Nations Mission in East Timor (UNAMET). Agreement between the Republic of Indonesia and the Portuguese Republic on the Question of East Timor 보관됨 6 9월 2011 - 웨이백 머신
52. ↑  Chan, Ming K. (2003). "Different Roads to Home: the retrocession of Hong Kong and Macau to Chinese sovereignty". Journal of Contemporary China 12 (36): 497–499.
53. ↑  Chan, Ming K.; Chan, Shiu-hing Lo (2006). The A to Z of the Hong Kong SAR and the Macao SAR. Plymouth: Scarecrow Press. p. 283. ISBN 9780810876330.
54. ↑  Oliveira, Jorge; Cardinal, Paulo, eds. (2009). One Country, Two Systems, Three Legal Orders - Perspectives of Evolution: Essays on Macau's Autonomy after the Resumption of Sovereignty by China. Berlin: Springer-Verlag. pp. 225–226. ISBN 9783540685722.
55. ↑  “A 'cruzada branca' contra 'comunistas e seus lacaios'”. 2023년 2월 6일에 원본 문서에서 보존된 문서. 2023년 2월 6일에 확인함.
56. ↑  “Portugal à lei da bomba”.
57. ↑  "GOSTAVA QUE MAIS JORNAIS TIVESSEM REFERIDO QUE MARCELINO DA MATA FOI TORTURADO PELO MRPP", António Lobo Xavier, TVI https://tvi24.iol.pt/videos/opiniao/gostava-que-mais-jornais-tivessem-referido-que-marcelino-da-mata-foi-torturado-pelo-mrpp/602da1270cf2951d9a0ca3b6
58. ↑  Hammond, John L. Building popular power: Workers' and neighborhood movements in the Portuguese revolution. Monthly Review Press, 1988.
59. ↑  Março de 1975, Cronologia Pulsar da revolução, Centro de Documentação 25 de Abril 보관됨 2019-03-15 - 웨이백 머신, Universidad de Coímbra (2012)
60. ↑  “보관된 사본”. 2016년 3월 3일에 원본 문서에서 보존된 문서. 2023년 2월 6일에 확인함.
61. ↑  Álvaro de Vasconcelos and Maria João Seabra (eds.); Francisco Seixas da Costa... [et al.]. Portugal: A European Story. Cascais: Principia, 2000; ISBN 972-8500-32-7
62. ↑  Rezola 2017, p. 42.
63. ↑  Dunne, Paul, and Nikolaidou, Eftychia Nikolaidou, Military Spending and Economic Growth in Greece, Portugal, and Spain, Discussion Papers 0510, Department of Economics, University of the West of England (2005)
64. ↑  Ferraz, Ricardo (2022). “The Financial Costs of the Portuguese Colonial War, 1961-1974: Analysis and Applied Study”. 《Revista de Historia Economica - Journal of Iberian and Latin American Economic History》 (영어) 40 (2): 243–272. doi:10.1017/S0212610921000148. ISSN 0212-6109. S2CID 251495961.
65. ↑  World Development Indicators 2007, Portugal economic growth rate data set, retrieved 26 June 2010
66. ↑  Economic Growth and Change, U.S. Library of Congress, countrystudies.us
67. ↑  Linz, Juan José (1996), 《Problems of Democratic Transition and Consolidation》, JHU Press, ISBN 978-0-8018-5158-2
68. ↑  Eldridge, Claire; Kalter, Christoph; Taylor, Becky (2022). “Migrations of Decolonization, Welfare, and the Unevenness of Citizenship in the UK, France and Portugal”. 《Past & Present》. doi:10.1093/pastj/gtac005. ISSN 0031-2746.
69. ↑  Flight from Angola, The Economist (16 August 1975).
70. ↑  Dismantling the Portuguese Empire, Time Magazine (Monday, 7 July 1975).
71. ↑  Robin Wright, White Faces In A Black Crowd: Will They Stay? 보관됨 2009-07-15 - 웨이백 머신, The Christian Science Monitor (May 27, 1975)
72. ↑  (포르투갈어) Carlos Fontes, Emigração Portuguesa 보관됨 2012-05-16 - 웨이백 머신, Memórias da Emigração Portuguesa
73. ↑  Abbott, Peter and Rodrigues, Manuel, Modern African Wars 2: Angola and Mozambique 1961–74, Osprey Publishing (1998), p. 35
74. ↑  Pitcher, M. Anne (2002). 《Transforming Mozambique: The Politics of Privatization, 1975–2000》. Cambridge University Press. 47쪽. ISBN 9781139434942.
75. ↑  “The Allure of Mozambique”. The Wall Street Journal. 2013년 10월 10일. 2015년 11월 23일에 확인함.
76. ↑  The Decolonization of Portuguese Africa: Metropolitan Revolution and the Dissolution of Empire by Norrie MacQueen – Mozambique since Independence: Confronting Leviathan by Margaret Hall, Tom Young – Author of Review: Stuart A. Notholt African Affairs, Vol. 97, No. 387 (Apr., 1998), pp. 276–278, JSTOR
77. ↑  Meredith, Martin (2005). 《The Fate of Africa: From the Hopes of Freedom to the Heart of Despair, a History of Fifty Years of Independence》. 316쪽. ISBN 9781586482466.
78. ↑  George, pp. 77–78
79. ↑  Bourne, Peter G. (1986), Fidel: A Biography of Fidel Castro, New York City: Dodd, Mead & Company, pp. 281, 284–287.
80. ↑  "Tito's Death and His Political Legacy, 1980." Tito and His Comrades, by Jože Pirjevec, The University of Wisconsin Press, 2018, pp. 445–446.
81. ↑  Jože Božič, Jug Afrike in narodnoosvobidilni boj (Ljubljana: Zavod SR Slovenije za šolstvo, 1978), 130.
82. ↑  Young, Crawford; Thomas Turner (1985). 《The Rise and Decline of the Zairian State》. 254쪽. ISBN 9780299101138.
83. ↑  “Involvement in the Angolan Civil War, Zaire: A Country Study”. United States Library of Congress.
84. ↑  Lohman&MacPherson 1983, Chapter 4.
85. ↑  J. A. Kalley, E. Schoeman and L. E. Andoret, "Southern African Political History: A chronology of key political events from Independence to mid-1997" Greenwood, 1999
86. ↑  Kadima, Denis (2014년 6월 1일). “An introduction to the Politics of Party Alliances and Coalitions in Socially-divided Africa”. 《Journal of African Elections》 13 (1): 1–24. doi:10.20940/jae/2014/v13i1a1. ISSN 1609-4700.
87. ↑  “"Em Moçambique só há partidos de direita": uma entrevista com Michel Cahen. MACEDO, Victor Miguel Castillo de; MALOA, Joaquim – Revista do Programa de Pós‑Graduação em Sociologia da USP” (PDF). 2013년 12월 11일에 원본 문서 (PDF)에서 보존된 문서.
88. ↑  Hall, Margaret; Young, Thomas (1997). 《Confronting Leviathan: Mozambique since independence》. Athens: Ohio University Press. 117–120쪽. ISBN 0-8214-1191-8.
89. ↑  Hall, Margaret (2011). “The Mozambican National Resistance Movement (RENAMO): a study in the destruction of an African country”. 《Africa》 60 (1): 39–68. doi:10.2307/1160426. ISSN 0001-9720. JSTOR 1160426.
90. ↑  Seegers (2018), Section: Independent Mozambique and the Role of the Armed Forces.
91. ↑  “Africa Files – Printable Version”. 《africafiles.org》. 2016년 3월 4일에 원본 문서에서 보존된 문서. 2023년 2월 7일에 확인함.
92. ↑  War and Society: The Militarisation of South Africa, edited by Jacklyn Cock and Laurie Nathan, pp.104-115
93. ↑  “Frelimo; political party, Mozambique”. 《Encyclopædia Britannica》. 2016년 4월 3일에 확인함.
94. ↑  Bermudez, Joseph (1997). 《Terrorism, the North Korean connection》. New York: Crane, Russak & Company. 124쪽. ISBN 978-0844816104.
95. ↑  “Body of Timor-Leste's first prime minister still missing after 41 years”. 《Tempo Timor》. 2019년 12월 31일. 2020년 8월 14일에 원본 문서에서 보존된 문서. 2020년 9월 11일에 확인함.
96. ↑  Kiernan, Ben (2007). 《Genocide and Resistance in Southeast Asia: Documentation, Denial & Justice in Cambodia & East Timor》. New Brunswick, NJ: Transaction Publishers. 128쪽. ISBN 978-1-4128-0669-5.
97. ↑  Kiernan, Ben (2007). 《Genocide and Resistance in Southeast Asia: Documentation, Denial & Justice in Cambodia & East Timor》. New Brunswick, NJ: Transaction Publishers. 120, 129쪽. ISBN 978-1-4128-0669-5.
98. ↑  “From "Scorched Earth Operation" to "Humanitarian Operation"”. 《etan.org》.
99. ↑  “Habibie accepts Timor peacekeepers”. 《BBC News》. 1999년 9월 12일.
100. ↑  “UN approves Timor force”. 《BBC News》. 1999년 9월 15일.
101. 1 2 3   본 문서에는 현재 퍼블릭 도메인에 속한 다음 저작물을 기초로 작성된 내용이 포함되어 있습니다: Clark, Nancy (1989). 〈Background to economic development〉.   Collelo, Thomas. 《Angola: a country study》 (영어). Washington, D.C.: Federal Research Division, Library of Congress. 113–116쪽. OCLC 44357178.
102. ↑  The Economist (2007). 《Pocket World in Figures》 2008판. London: Profile Books. ISBN 978-1861978448.
103. ↑  “Guinea-Bissau country profile”. 《BBC News》. 2020년 3월 2일. 2021년 1월 26일에 확인함.
104. ↑  “Blue Book "Permanent Missions to the United Nations No. 306"” (PDF). United Nations. June 2016. |보존url=은 |보존날짜=를 필요로 함 (도움말)에 원본 문서 (PDF)에서 보존된 문서.  5 October 2017에 확인함.
105. ↑  “Estados-membros” [Member States]. 《Community of Portuguese Language Countries》 (포르투갈어). 2017년 2월 7일.
106. ↑  “East Timor drowns in language soup”. 《Reuters》. 2007년 4월 22일.
107. ↑  “Search results”. 《www.google.com》. [더 나은 출처 필요]
108. ↑  "Macau" 보관됨 24 1월 2021 - 웨이백 머신. The World Factbook. Central Intelligence Agency.
109. ↑  “Portuguese Language in Goa”. Colaco.net. 2001년 5월 29일에 원본 문서에서 보존된 문서. 2010년 4월 21일에 확인함.
110. ↑  “The Portuguese Experience: The Case of Goa, Daman and Diu”. Rjmacau.com. 2006년 7월 21일에 원본 문서에서 보존된 문서. 2010년 4월 21일에 확인함.
111. ↑  “India”. 2016년 6월 23일. 2020년 8월 21일에 원본 문서에서 보존된 문서. 2023년 2월 8일에 확인함.
112. ↑  “1.500 pessoas estudam português em Goa”. Revistamacau.com. 2014년 6월 2일. 2015년 7월 10일에 확인함.
113. ↑  Undolo (2014), 183쪽.
114. ↑  “Why East Timor would not be free without Mozambique”. 《Asia by Africa》 (미국 영어). 2021년 10월 19일에 원본 문서에서 보존된 문서. 2021년 9월 4일에 확인함.
115. ↑  “CPLP - Comunidade dos Países de Língua Portuguesa - Histórico - Como surgiu?”. 《www.cplp.org》.
116. ↑  “IILP”. 《IILP》. 2023년 2월 8일에 확인함.
117. ↑  CPLP - I Conferência de Chefes de Estado e de Governo da CPLP
118. ↑  International Religious Freedom Report 2007: Timor Leste. United States Bureau of Democracy, Human Rights and Labor (14 September 2007). This article incorporates text from this source, which is in the public domain.
119. ↑  “Timor-Leste: Demographic and Health Survey, 2016” (PDF). General Directorate of Statistics, Ministry of Planning and Finance & Ministry of Health. 35쪽.
120. ↑  “Timor-Leste Law no. 10/2005” (PDF). 2008년 3월 7일에 원본 문서 (PDF)에서 보존된 문서.
121. ↑  “state.gov”. 2017년 1월 22일에 원본 문서에서 보존된 문서. 2014년 12월 15일에 확인함.
122. ↑  “Religion in Macau - Freedom of Religion and Belief - China culture”. 2012년 11월 4일에 원본 문서에서 보존된 문서. 2013년 3월 27일에 확인함.
123. ↑  “Moçambique: Inquérito de Indicadores de Imunização, Malária e HIV/SIDA em Moçambique (IMASIDA), 2015” (PDF) (포르투갈어). Ministério da Saúde & Instituto Nacional de Estatística. 40쪽. 2018년 4월 20일에 확인함.
124. ↑  “Angola”. Association of Religion Data Archives. 2015. 2020년 10월 30일에 원본 문서에서 보존된 문서. 2020년 5월 18일에 확인함.
125. ↑  “Angola national holidays in 2022”. 《wproconnect.com》 (영어).
126. 1 2  “Africa :: GUINEA-BISSAU”. CIA The World Factbook. 2022년 11월 14일.
127. ↑  “Feriados Bancários”. 《www.bcv.cv》 (영어).
128. ↑  Peter Karibe Mendy; Richard Lobban Jr. (2013). 《Historical Dictionary of the Republic of Guinea-Bissau, 4th Edition》. Scarecrow. 91–92쪽. ISBN 978-0-8108-8027-6.
129. ↑  “Religious Beliefs In Guinea-Bissau”. 《WorldAtlas》 (미국 영어). 2018년 4월 9일. 2022년 10월 8일에 확인함.
130. 1 2  Ladwig, Patrice (2020). 《States of Imitation: Mimetic Governmentality and Colonial Rule》. Berghahn books. 79쪽. ISBN 978-1-78920-738-5.
131. ↑  do Rosário Monteiro,, Maria (2022). 《Creating Through Mind and Emotions》. CRC Press. 167쪽. ISBN 978-0-467-49538-1 |isbn= 값 확인 필요: checksum (도움말).